# Micropterix italica
Micropterix italica là một loài bướm đêm thuộc họ Micropterigidae. Nó được Heath mô tả năm 1981. Loài này có ở Ý.